# Estepe de Baraba

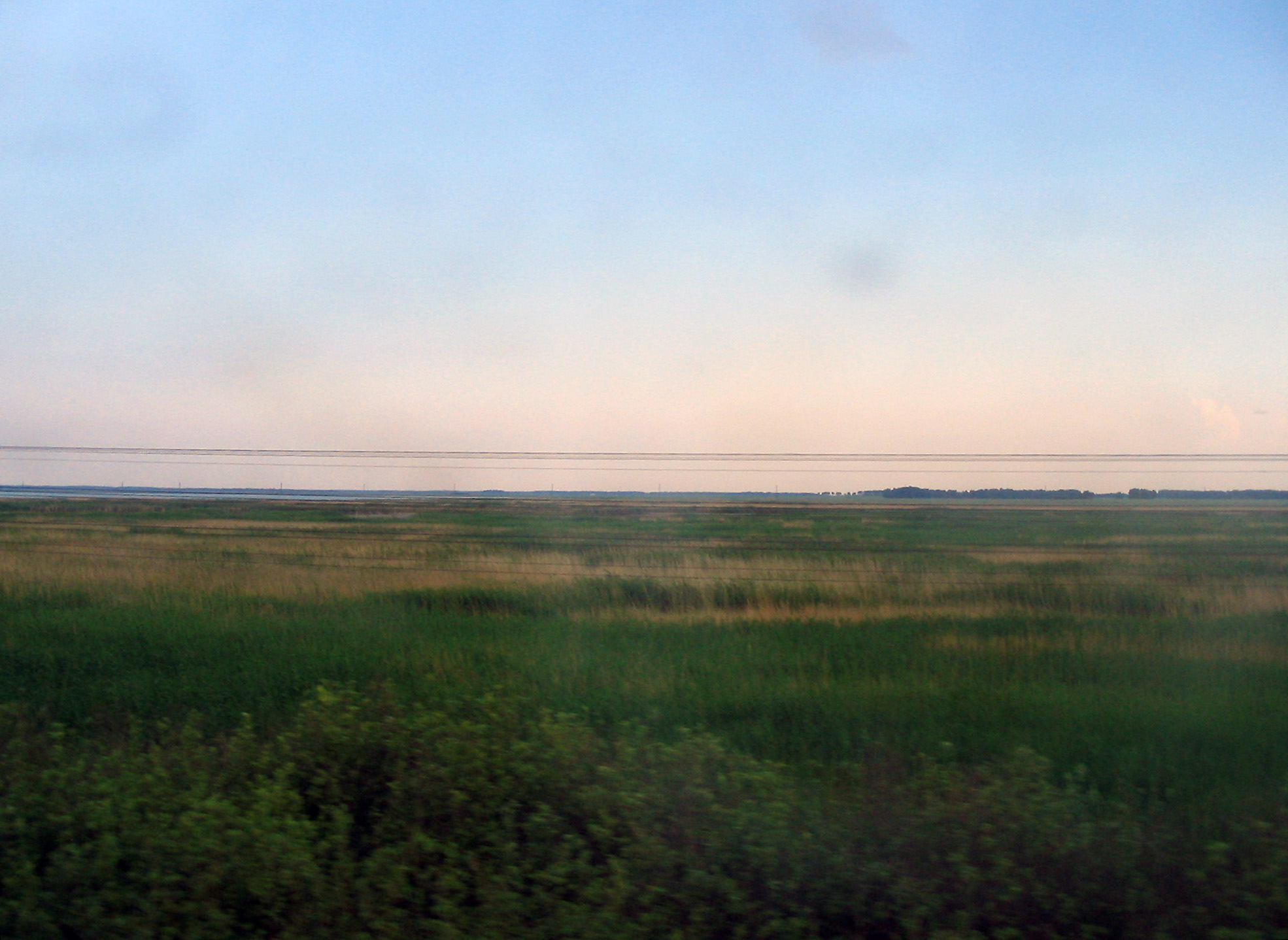
A estepe de Baraba vista da ferrovia Transiberiana.

A estepe de Baraba, também conhecida como estepe de Barabinsk (em russo:  Барабинская низменность), é uma planície pantanosa da Sibéria Ocidental. Tem uma área de 117000 km² e estende-se entre os rios Obi e Irtish, tanto pelo oblast de Novosibirsk como pela parte oriental do oblast de Omsk. Esta região contém grandes lagos, como o lago Chany. Limita a norte com os pântanos de Vasiugan e a sul com a estepe de Kulunda.
A linha férrea Transiberiana atravessa-a de oeste a leste, entre Omsk e Novosibirsk. As cidades principais desta área são Barabinsk e Kuibyshev.